# 스페인 반란
스페인 반란(Trienio Liberal, Reino de España)은 1820년 1월에 스페인에서 부르봉 왕가의 군주 페르디난도 7세에 대항하여 발생한 자유주의적 반란이다. 나폴레옹 전쟁 이후 성립된 빈 체제에 대한 최초의 도전이었다.
빈 최종의정서에 의하여 스페인의 왕위에 복위한 페르디난도 7세는 국민들의 기대를 저버리고 나폴레옹 전쟁 와중이었던 1812년에 성립한 자유주의 헌법을 채택하지 않았을 뿐 아니라, 시대착오적인 폭압적인 정치로 분노를 사고 있었다. 결국 카디스에서 일어난 군사반란으로 왕실은 전복되고, 페르디난도 7세는 1823년까지 반란군의 포로 신세로 전락하고 말았다.
러시아의 알렉산드르 1세는 자유주의 운동 탄압을 명분으로 5국 공동개입을 주장했지만, 영국은 「자유주의 운동이 국경을 넘어 유럽공동체에 현실적인 위협을 주는 경우에만 간섭이 정당화된다」는 이유로 이에 반대하였다. 하지만 실제로는 영국은 러시아가 스페인 반란에 대한 개입을 빌미로 스페인의 아메리카 식민지들로 세력을 뻗쳐보려는 내심을 읽어냈기 때문에 개입에 반대한 것이었다.
이 문제를 해결하기 위하여 1822년 10월 베로나 회의가 열렸으나, 러시아의 개입 주장과 영국의 반대 주장이 강경하게 맞부딪치는 가운데 아무런 합의에 이르지 못했다. 결국 회의가 결렬된 그 해 12월, 프랑스가 후술할 오스트리아 제국의 나폴리 왕국 단독개입에 자극받아 스페인에 단독으로 개입하여 반란을 진압했다. 이에 영국은 프랑스가 스페인의 구 아메리카 식민지들로 세력을 확장하는 것을 경계하여 미국을 움직여 먼로주의의 선언을 이끌어내 이에 대항하였다.

## 같이 보기
- 빈 체제
- 빈 회의
- 먼로주의